# Nicolas Winding Refn
Nicolas Winding Refn (Copenhaguen, 29 de setembre 1970) és un director de cinema, guionista i productor danès. Es va traslladar als Estats Units el 1981 i és conegut per dirigir les pel·lícules Pusher (1996, 2004, 2005), Drive (2011) i Només Déu perdona (2013). El 2008 Refn va ser cofundador de la productora Space Rocket Nation amb seu a Copenague.

## Primers anys
Winding Refn va néixer a Copenhaguen (Dinamarca), i es va criar en part a Nova York (Estats Units). Els seus pares són el director danès de cinema i editor Anders Refn i director de fotografia Vibeke Winding. La seva germanastra és la cantant danesa Kasper Winding.
"Vaig créixer en una família cinèfila. Els meus pares van ser criats en la Nouvelle Vague francesa. Aquest moviment era Déu per a ells, però per a mi era l'anticrist, i la millor manera de rebel·lar-me contra ells eren les pel·lícules de terror americanes. Quan vaig veure The Texas Chain Saw Massacre, me'n vaig adonar: No vull ser un director, jo no vull ser un escriptor, jo no vull ser un productor, no vull ser un fotògraf, jo no vull ser un editor, no vull ser un home de so. Vull ser tots ells alhora. I aquesta pel·lícula va demostrar que podia fer-ho perquè aquesta pel·lícula no és una pel·lícula normal."
Va anar a l'American Academy of Dramatic Arts, però va ser expulsat per llançar una taula en una paret.

## Estil de direcció
Winding Refn ha parlat sobre la caracterització de les seves pel·lícules:
"Sempre m'han agradat els personatges que a causa de les circumstàncies, s'han de transformar, i al final, l'inevitable és que s'acaben convertint en el que estaven destinats a ser. Prenguem, per exemple, Pusher II, que és una pel·lícula sobre un fill interpretat per Mads Mikkelsen que durant tota la seva vida vol l'amor del seu pare, però s'adona que ha de matar-lo per alliberar-lo dels seus pecats (del pare)."
Winding Refn prefereix rodar les seves pel·lícules en ordre cronològic: "He llegit que el director John Cassavetes ho havia fet en algunes de les seves pel·lícules, així que vaig pensar: 'Això és un bon enfocament." I després que ho vaig fer en la meva primera pel·lícula, em vaig sentir, 'Com es pot fer una pel·lícula d'una altra manera? " És com una pintura que pinta la pel·lícula a mesura que avança, i m'agrada la incertesa de no saber exactament com s'acaba. "
En el seu enfocament per treballar amb actors, Winding Refn va dir:
"Crec que el primer que li demano a qualsevol actor és el que els agradaria fer, que de vegades pot espantar a la gent o pot ser vist com, 'Oh, vostè no sap el que vol. El que volen els actors és venir i fer la feina, complir el seu paper i allunyar-se. Però per a mi, això no funciona així. Han de ser absorbit, i una manera de fer-ho és demanar-ho a l'actor del qual els agradaria fer. També els obliga a ser més veraços."
Winding Refn és daltònic i això ha influït en el seu estil: ". És per això que totes les meves pel·lícules són molt contrastades.

## Filmografia
| Any  | Pel·lícula                               | En funció de | En funció de | En funció de | En funció de | En funció de        | Notes |
| Any  | Pel·lícula                               | Director     | Guionista    | Productor    | Actor        | Paper/Rol           | Notes |
| ---- | ---------------------------------------- | ------------ | ------------ | ------------ | ------------ | ------------------- | --- |
| 1996 | Pusher                                   | Sí           | Sí           |              | Sí           | Brian               | |
| 1999 | Bleeder                                  | Sí           | Sí           | Sí           |              |                     | |
| 2003 | Fear X                                   | Sí           | Sí           |              |              |                     | |
| 2004 | Pusher II                                | Sí           | Sí           |              |              |                     | |
| 2005 | Pusher III                               | Sí           | Sí           |              |              |                     | |
| 2005 | Kinamand                                 |              |              |              | Sí           | Lægen               | |
| 2008 | Bronson                                  | Sí           | Sí           |              |              |                     | |
| 2009 | Agatha Christie's Marple: Nemesis        | Sí           |              |              |              |                     | Telefilm |
| 2009 | Valhalla Rising                          | Sí           | Sí           |              |              |                     | |
| 2011 | Drive                                    | Sí           |              |              |              |                     | Premi a la millor direcció (Festival de Canes) Nominació − Palma d'Or Nominació − BAFTA al millor director Nominació − César a la millor pel·lícula estrangera |
| 2013 | Only God Forgives                        | Sí           | Sí           |              |              |                     | Nominació − Palma d'Or |
| 2013 | Jodorowsky's Dune                        |              |              |              | Sí           | Ell mateix          | Documental |
| 2015 | My Life Directed by Nicolas Winding Refn |              |              |              | Sí           | Ell mateix/Subjecte | Documental |
| 2016 | The Neon Demon                           | Sí           | Sí           | Sí           |              |                     | Properament |